# جريمة قتل هينتيركايفيك

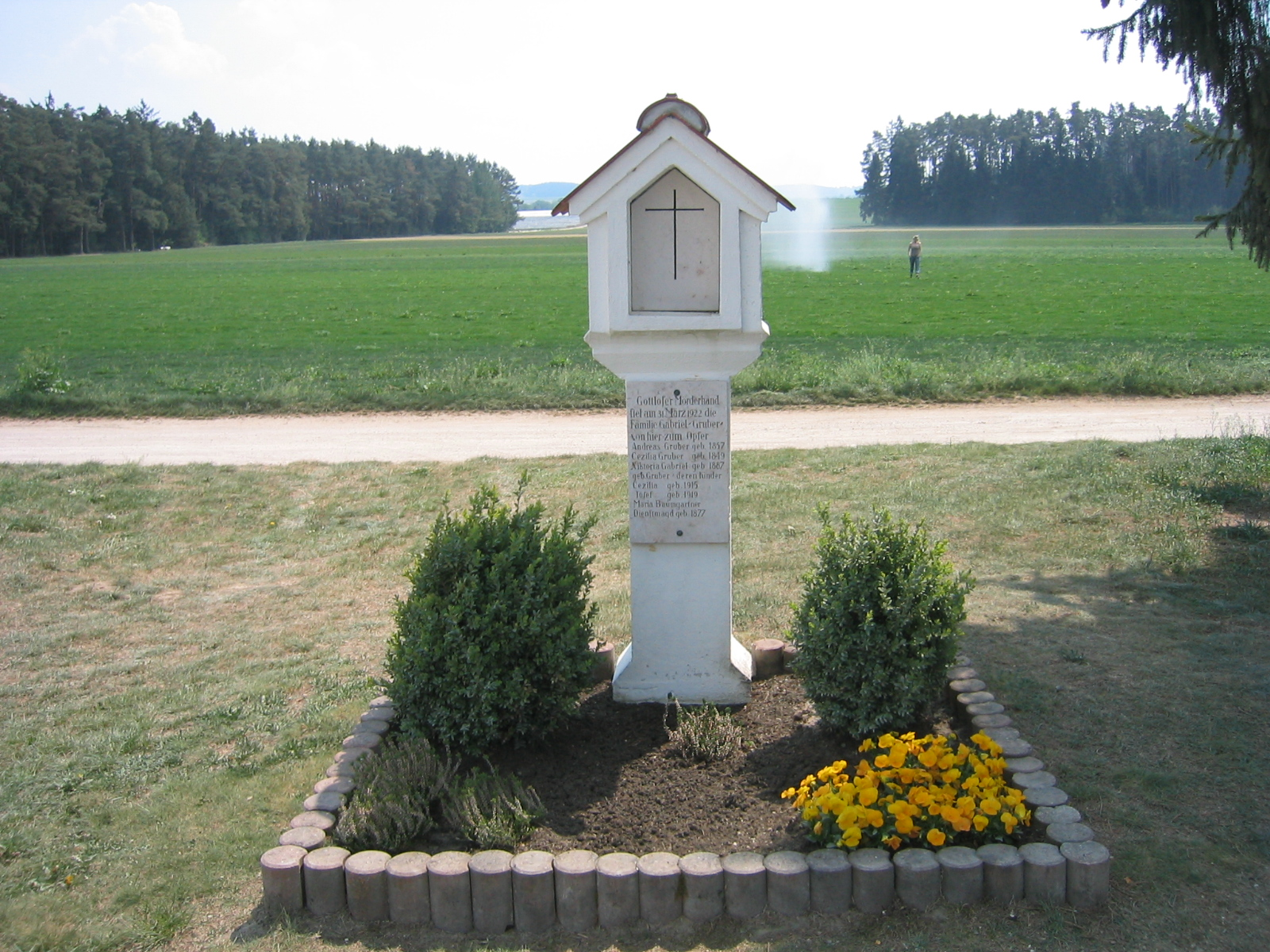
ضريح بالقرب من موقع مزرعة سابقة

كانت هينتيركايفيك مزرعة صغيرة تقع بين مدينتي إنغولشتات وشروبنهاوزن البافاريتين، على بعد 70 كيلومتر (43 ميل) شمال ميونيخ، التي أصبحت شهيرة كمشهد لواحدة من أكثر الجرائم المخيفة والمحيرة التي لم تحل في التاريخ الألماني. في مساء يوم 31 مارس 1922، قُتل سكان المزرعة الستة بقزمة صغيرة. الضحايا الستة هم: أندرياس غروبر (63) وكازليا غروبر (72)؛ ابنتهما الأرملة فيكتوريا غابرييل (35 سنة)؛ أطفال فيكتوريا، كزيليا (7) وجوزف (2)؛ والخادمة، ماريا بومغارتنر (44).

## جرائم القتل

### مقدمة
بدأت أشياء غريبة تحدث في وحول هينتيركايفيك قبل وقت قصير من الهجوم. قبل ستة أشهر من الهجوم، استقالت خادمة الأسرة. وقد زعم على نطاق واسع أن سبب مغادرتها هو أنها سمعت أصواتًا غريبة في العلية واعتقدت أن المنزل مسكون، لكن هذا لا أساس له من الصحة؛ لا شيء في بيانها للشرطة يوحي بذلك. وجد أندرياس جروبر صحيفة غريبة من ميونيخ في مكان الإقامة في مارس 1922. لم يكن يتذكر شرائها، وبالتالي اعتقد جروبر في البداية أن ساعي البريد فقد الصحيفة. ومع ذلك، لم يكن هذا هو الحال، حيث لم يشترك أحد في الجوار في الصحيفة. قبل أيام قليلة من عمليات القتل، أخبر غروبر الجيران أنه اكتشف مسارات في الثلج التي تقود من الغابة إلى قفل باب مكسور في غرفة آلة المزرعة. في حين أن هذا وحده لم يكن مقلقًا، فإن حقيقة أن المسارات لم تؤدي بعيدًا عن المنزل مرة أخرى هي التي أزعجه. في نفس الوقت تقريباً، فقدت بعض مفاتيح منزل الأسرة.  

في وقت لاحق من الليل سمعوا خطوات في العلية، لكن غروبر لم يجد أحدًا عندما فتش المبنى. على الرغم من أنه أخبر عدة أشخاص عن هذه الملاحظات المزعومة، إلا أنه رفض قبول المساعدة ولم يتم إبلاغ التفاصيل إلى الشرطة.  ووفقًا لصديقة مدرسة كاتزيليا غابرييل البالغة من العمر سبع سنوات، أفادت الفتاة أن والدتها فيكتوريا هربت من المزرعة في الليلة التي سبقت الفعل بعد شجار عنيف وبعد ساعات فقط تم العثور عليها في الغابة. كما راقبت الأسرة مرارًا رجلًا لديه شارب، يقف على حافة الغابة ويحدق في اتجاه المنزل، ويبدو أنه يراقبه.  

### 31 مارس - 1 أبريل 1922
بعد ظهر يوم 31 مارس 1922، يوم الجمعة، وصلت الخادمة الجديدة، ماريا بومغارتنر، إلى المزرعة. رافقتها أخت ماريا هناك وغادرت المزرعة بعد إقامة قصيرة.  كانت على الأرجح آخر شخص يرى السكان على قيد الحياة. يبدو أنه في وقت متأخر من المساء، تم إغراء فيكتوريا غابرييل، وابنتها البالغة من العمر سبع سنوات سيسيليا، ووالديها أندرياس وسيسيليا، إلى حظيرة العائلة من خلال الإسطبل، حيث تم قتلهم، واحدة في كل مرة. استخدم الجاني (أو الجناة) خراطة تابعة لمزرعة الأسرة وقتل الأسرة بضربات على رأسه. انتقل الجاني إلى أماكن المعيشة، حيث قتل - بنفس سلاح القتل - جوزيف، نائمًا في سريره، وبومغارتنر، في غرفة نومها.

### اكتشاف
مرت أربعة أيام بين القتل واكتشاف الجثث. في 1 أبريل، وصل بائعو القهوة هانز شيروفسكي وإدوارد شيروفسكي إلى هينتيركايفيك لتقديم طلب. عندما لم يستجب أحد للطرق على الباب والنافذة، ساروا حول الفناء لكنهم لم يعثروا على أحد. لاحظوا فقط أن بوابة بيت الآلة كانت مفتوحة قبل أن يقرروا المغادرة. غادرت كاتيليا غابرييل دون عذر للأيام القليلة القادمة من المدرسة وفشلت الأسرة في حضور عبادة الأحد.  يوم الاثنين، 3 أبريل، كان ساعي البريد، جوزيف ماير، يسلم البريد في هينتيركايفيك عندما لاحظ أن بريد السبت كان لا يزال في المكان الذي تركه فيه، وأنه لم يكن هناك أحد في الفناء.  

ذهب المجمع ألبرت هوفنر إلى هينتيركايفيك في 4 أبريل لإصلاح محرك مفرمة الطعام. وذكر أنه لم ير أيًا من أفراد العائلة ولم يسمع شيئًا سوى أصوات حيوانات المزرعة والكلب داخل الحظيرة. بعد الانتظار لمدة ساعة، قرر البدء في إصلاحه، والذي أكمله في حوالي 4.5 ساعات.  التقى في جروبر، حوالي الساعة 2:30 مساءً، بنات مرشد القرية، لورينز شليتنباور، وأخبرهن أن الإصلاحات في هينتيركايفيك تمت. كما أخبر هوفنر رئيس بلدية فانجن، جورج جريجر، عن الفراغ الشبحي لـ هينتيركايفيك.  

حوالي الساعة 3:30 مساءً، أرسل شليتنباور ابنه يوهان (16 عامًا) وربيبه جوزيف (9 أعوام) إلى هينتيركايفيك لمعرفة ما إذا كان بإمكانهما الاتصال بالعائلة. عندما أبلغوا أنهم لم يروا أي شخص، توجه شليتنباور إلى المزرعة في نفس اليوم مع مايكل بول وجاكوب سيغل.  عند دخول الحظيرة، عثروا على جثث أندرياس غروبر، وزوجته كزيليا غروبر، وابنته فيكتوريا غابرييل وحفيدته كزيليا، قتلوا في الحظيرة. بعد فترة وجيزة، وجدوا خادمة الغرفة، ماريا بومغارتنر، وأصغر أفراد العائلة، نجل فيكتوريا، جوزيف، مقتولين في المنزل.

## المشتبه بهم

### كارل غابرييل
قُتل زوج فيكتوريا غابرييل، كارل غابرييل، في أراس بفرنسا في هجوم بقذائف في ديسمبر 1914، خلال الحرب العالمية الأولى. ومع ذلك، لم يتم استرداد جثته قط. بعد جرائم القتل، بدأ الناس في التكهن بما إذا كان قد مات بالفعل في الحرب. أنجبت فيكتوريا غابرييل جوزيف بشكل غير قانوني في غياب زوجها. يشاع أن جوزيف البالغ من العمر عامين هو نجل فيكتوريا ووالدها أندرياس، الذي كان له علاقة زنا محارم موثقة في المحكمة ومعروفة في القرية. يعتقد البعض أن كارل غابرييل قتل الأسرة بحثًا عن الانتقام. على الرغم من أن جنود من فوجه شهدوا على وفاته وكانت الشرطة تميل إلى تصديقهم، اكتسبت هذه النظرية تغذية جديدة على مر السنين، بعد أن أبلغ الناس مرارًا وتكرارًا أنهم التقوا جبرائيل أو يمكنهم تأكيد أنه تبادل هويته مع هوية من سقطوا الرفيق.  

بعد نهاية الحرب العالمية الثانية، ادعى أسرى الحرب من منطقة شروبنهاوزن الذين تم إطلاق سراحهم قبل الأوان من الأسر السوفيتية أنهم أرسلوا إلى بلادهم من قبل ضابط سوفيتي ناطق بالألمانية زعم أنه قاتل هينتيركايفيك .  بعض هؤلاء الرجال قاموا لاحقًا بمراجعة تصريحاتهم، مما يقلل من مصداقيتهم. افترض الكثيرون أن هذا السوفييتي قد يكون كارل غابرييل، لأن أولئك الذين زعموا أنهم رأوا الرجل بعد وفاته التي أفادت بشهادتهم أن غابرييل كان يريد الذهاب إلى روسيا. ما إذا كان كارل غابرييل قد عاش خلال الحرب العالمية الأولى، فلا يمكن أبدًا معرفة ذلك على وجه اليقين، وحتى لو كان ذلك ممكنًا، فلا يوجد دليل على أنه كان قاتل هينتيركايفيك . [بحاجة لمصدر]

### لورنز شليتنباور
بعد وقت قصير من وفاة زوجته الأولى في عام 1918، كان يعتقد أن لورنز شليتنباور على علاقة ب فيكتوريا غابرييل وأبها جوزيف. تظهر الأحرف الأولى "LS" على شهادة ميلاد جوزيف، على الرغم من أنها قد تكون الأحرف الأولى من اسم الطبيب المعالج.  أصبح شليتنباور مثيرا للشك والريبة من قبل السكان المحليين في وقت مبكر من التحقيق بسبب أفعاله المشبوهة العديدة فور اكتشاف الجثث. عندما جاء شليتنباور وأصدقاؤه للتحقيق، كان عليهم كسر بوابة لدخول الحظيرة لأن جميع الأبواب كانت مغلقة. ومع ذلك، مباشرة بعد العثور على الجثث الأربعة في الحظيرة، قام شليتنباور على ما يبدو بفتح الباب الأمامي بمفتاح ودخل (بشكل مثير للريبة) المنزل وحده. ضاع مفتاح المنزل قبل عدة أيام من جرائم القتل، على الرغم من أنه من الممكن أيضًا أن يكون شليتينباور، كجار أو عاشق فيكتوريا المحتمل، قد حصل على مفتاح. عندما سئل رفاقه عن سبب دخوله المنزل وحده عندما كان من غير الواضح ما إذا كان القاتل لا يزال موجودًا، زعم شليتينباور أنه ذهب للبحث عن ابنه جوزيف. بغض النظر عن أي من الشائعات المذكورة أعلاه، من المعروف أن شليتينباور قد أزعج الجثث في مكان الحادث، وبالتالي من المحتمل أن يضر بالتحقيق. 
لسنوات عديدة بعد ذلك، بقي الشك المحلي على شليتنباور بسبب تعليقاته الغريبة، والتي اعتبرت أنها تشير إلى معرفة التفاصيل التي لا يعرفها سوى القاتل. وفقًا لتقارير في ملفات القضية، رأي المعلم المحلي هانز يبلاغر شليتينباور وهو يزور بقايا هنتركايفك المهدمة في عام 1925. عند سؤاله عن سبب وجوده، ذكر شليتنباور أن محاولة الجاني لدفن رفات الأسرة في الحظيرة قد أعاقتها الأرض المتجمدة. كان ينظر إلى هذا كدليل على أن شليتنباور كان لديه معرفة وثيقة بظروف الأرض في وقت القتل، على الرغم من كونه جارًا ويعرف للأرض المحلية، فقد يكون قد قام بتخمين متعلم. تكهنات أخرى كانت أن شليتنباور قتل العائلة بعد أن طلبت فيكتوريا دعمًا ماليًا للشباب جوزيف. قبل وفاته في عام 1941، أجرى شليتينباور العديد من الدعاوى المدنية بتهمة التشهير ضد الأشخاص الذين وصفوه بأنه «قاتل هينتركيفك» وفاز بها. 

### الاخوة غامب
في 9 أبريل 1922، أراد ليد رينجروبر استجواب أدولف غامب فيما يتعلق بجرائم القتل حيث أشيع أنه كان على علاقة مع فيكتوريا. ومع ذلك، لم يتم العثور على أي دليل على الإطلاق لإثبات هذا الادعاء. [بحاجة لمصدر] مع ثلاثة آخرين، شارك أدولف غامب في قتل تسعة فلاحين في سيليزيا. لم يستطع رينجروبر استبعاد تورط أدولف غامب المحتمل في جرائم القتل في هينتركيفك، وأمر محطات الدرك المقابلة بطلب حجة في الأيام القليلة الماضية في مارس 1922. [بحاجة لمصدر]

في عام 1951، حقق المدعي أندرياس بوب مع شقيق أدولف أنطون غامب فيما يتعلق بجرائم القتل في هينتركيفك. ادعت شقيقة جمبس، كريزنتيا ماير، على فراش موتها أن شقيقيها أدولف وأنطون ارتكبوا جرائم القتل. ونتيجة لذلك، تم حبس أنطون غامب في حجز الشرطة، لكن أدولف توفي بالفعل في عام 1944. بعد فترة قصيرة، تم إطلاق سراح أنطون مرة أخرى، وفي عام 1954، تم إيقاف القضية المرفوعة ضده في النهاية لأنه لا يمكن إثبات أنه شارك في الجريمة.

### بيتر ويبر
تم تسمية بيتر ويبر كمشتبه به من قبل جوزيف بيتز. عمل الاثنان معًا في شتاء 1919/1920 كعمال وتقاسموا غرفة. وفقا لبيتز، تحدث ويبر في وقت معين عن مزرعة نائية، هينتيركايفيك. عرف ويبر أن زوجين عجوزين فقط عاشا هناك مع ابنتهما وطفليها. من المحتمل أنه كان يعرف عن سفاح القربى بين غروبر وابنته. شهد بيتز في جلسة استماع بأن ويبر اقترح قتل الرجل العجوز للحصول على أموال العائلة. عندما لم يرد بيتز على العرض، توقف ويبر عن الحديث عنه.

### الإخوة ثالر
وبحسب بيان للخادمة السابقة كريسزينز ريجر، تم الاشتباه في أن الإخوة تالر. كان الإخوة قد ارتكبوا بالفعل عدة عمليات سطو طفيفة في المنطقة قبل الجريمة. قالت ريجر إن جوزيف ثالر وقف عند نافذتها ليلاً وطرح عليها أسئلة حول العائلة، لكنها لم تجب. في المحادثة، ادعى جوزيف ثالر أنه يعرف أي فرد من العائلة كان ينام في أي غرفة وذكر أن لديهم الكثير من المال. وذكر أيضا أن كوايسيد كان لديها الكثير من المال. خلال محادثتهم، لاحظ ريجر أنه كان هناك شخص آخر قريب. وفقا لبيانها ، نظر جوزيف ثالر والغريب إلى بيت الآلة وقلبوا أعينهم إلى الأعلى.

### بول مولر
يزعم المؤلف بيل جيمس في كتابه «الرجل من القطار» أن بول مولر ربما يكون مسؤولاً عن جرائم القتل. تحمل جرائم القتل بعض أوجه التشابه مع جرائمه في الولايات المتحدة، بما في ذلك ذبح عائلة بأكملها في منزلهم المعزول ، واستخدام الحافة الواضحة لأداة مزرعة كسلاح (فأس اختيار)، وغياب واضح للسرقة مثل دافع. يشتبه المؤلفون في أن مولر ، الموصوف بأنه مهاجر ألماني في وسائل الإعلام المعاصرة ، ربما غادر الولايات المتحدة إلى وطنه بعد أن بدأ المحققون الخاصون والصحفيون في ملاحظة ونشر أنماط جرائم القتل العائلي عبر خطوط الدولة بعد القتل الجريء لعائلتين عام 1912 في ليلة واحدة في كولورادو سبرينغز ، كولورادو وأسابيع قتل عائلي مماثلة بعد أسابيع قليلة على بعد مئات الأميال في كانساس المجاورة.